# Heinrich Metzler
Heinrich Metzler (1 de enero de 1931 – 27 de julio de 2015) fue un deportista alemán que compitió para la RFA en judo. Ganó cuatro medallas en el Campeonato Europeo de Judo entre los años 1955 y 1961.

## Palmarés internacional
| Campeonato Europeo | Campeonato Europeo       | Campeonato Europeo | Campeonato Europeo |
| Año                | Lugar                    | Medalla            | Categoría          |
| ------------------ | ------------------------ | ------------------ | ------------------ |
| 1955               | París (Francia)          | Medalla de bronce  | Abierta            |
| 1960               | Ámsterdam (Países Bajos) | Medalla de oro     | –80 kg             |
| 1961               | Milán (Italia)           | Medalla de oro     | –80 kg             |
| 1961               | Milán (Italia)           | Medalla de bronce  | 3.er dan           |